# Rik Wouters
Pour les articles homonymes, voir Wouters.
Hendrik Wouters, dit Rik Wouters, est un sculpteur et peintre fauviste belge, né à Malines le 21 août 1882 et mort à Amsterdam le 11 juillet 1916. Il est considéré comme l'une des figures majeures du fauvisme brabançon. Sa carrière est aussi brève que prolifique. L'artiste laisse quelque 170 tableaux et 35 sculptures. En 2002 et 2017, son œuvre fait l'objet d'une rétrospective à Bruxelles.

## Biographie

### Contexte familial
Rik Wouters, est né « Hendrik Emil Wouters » à Malines en 1882 dans un milieu d'artisans. Ses grands-parents paternels, Frans Wouters et Maria Rosalia van Utterbeeck sont respectivement ferronnier et tailleuse. Rik est le second fils d'Emil Wouters (1858-1942), sculpteur et décorateur de meubles et de Melania Daems (1859-1897), mariés le 13 avril 1880 et parents de trois autres fils : Frans Emil (1880-1881), mort en bas âge , Jozef Emiel (né en 1888) et Karel Lodewijk (né en 1892).

### Formation artistique
Rik Wouters commence à travailler en 1894 dans l’atelier de son père, où il s’exerce à la sculpture sur bois. Il suit ensuite les cours de l’Académie des beaux-arts de Malines à partir de 1897, l'année de la mort de sa mère. Il y suit les cours de Jean Guillaume Rosier. Rik Wouters s'inscrit, en 1900, avant d'être admis l'année suivante, à l’Académie royale des beaux-arts de Bruxelles où il bénéficie, notamment, de l'enseignement de Charles Van der Stappen qui dispense son cours de « sculpture d'après nature ». Il s'y lie d'amitié avec Fernand Verhaegen, inscrit la même année que lui, et avec Edgard Tytgat, élève comme lui de la classe du professeur Constant Montald.

### Mariage avec Nel
En 1904, il rencontre à Bruxelles Hélène Duerinckx (1886-1971), dite « Nel », une jeune femme modèle pour différents artistes, qui devient sa femme le 15 avril 1905 et la muse qu'il ne cessera jamais de représenter. Une grande partie de son œuvre peint s'articule autour de la représentation de sa femme dans ses multiples activités ménagères.
Sans revenus, le couple est bientôt contraint d’aller vivre chez le père de Rik, à Malines. À la suite de tensions avec ce dernier, ils reviennent à Bruxelles, d’abord dans un logement misérable dans un arrière-bâtiment au no 16 de la rue du Chalet à Saint-Josse-ten-Noode, ensuite à Watermael-Boitsfort, où pour soigner la tuberculose de Nel, ils s’installent en 1907, rue de la Sapinière, en bordure de la forêt de Soignes, un environnement propice au rétablissement de Nel et qui offre le sujet pictural de bon nombre de toiles de Wouters.

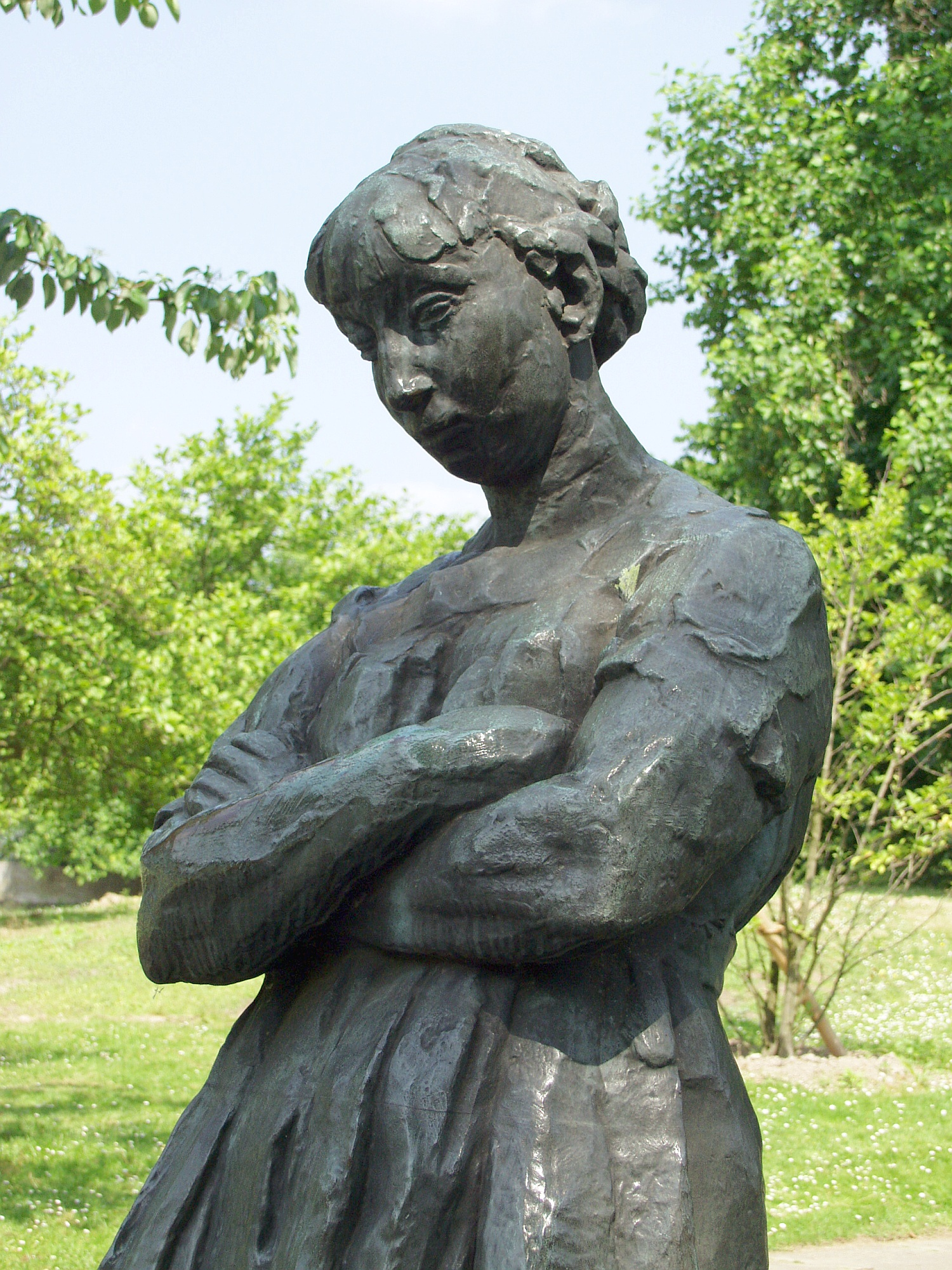
Soucis Domestiques (1913), Cologne, Rheinpark.

Au début de sa carrière, Rik Wouters, fasciné par l’œuvre de James Ensor, peint au couteau des natures mortes et des intérieurs avec figures où règne la même lumière que dans les tableaux du maître. Il dessine énormément à l’aquarelle, au fusain, des études de nus, des portraits, fait plusieurs essais de peinture et des études de lumière en utilisant des couleurs claires appliquées sur du carton, les toiles étant trop chères. Isolé, il cherche encore sa propre voie.

### Sculpteur reconnu
En 1907, Rik Wouters réalise un buste en plâtre de son ami Edgard Tytgat qui ne sera coulé en bronze que bien plus tard et conservé dans les collections des musées royaux des beaux-arts de Belgique. Il obtient en 1907 le second prix au concours Godecharle grâce à sa sculpture Rêverie. Peu après, il est invité à participer à plusieurs salons et reçoit une subvention officielle de 500 francs belges au Salon de Bruxelles de 1907.
En 1910, il sculpte La Vierge Folle, inspirée par la danseuse Isadora Duncan que l'artiste avait vue se produire au théâtre de la Monnaie. La même année, il participe en qualité de sculpteur à l'Exposition universelle de Bruxelles, en exposant un buste au Salon. En 1911, les sculptures qu'il expose au Salon de la Libre Esthétique à Bruxelles recueillent un avis enthousiaste, exprimé par le critique d'art Sander Pierron : « Un jeune, Rik Wouters, a une manière de sentir bien à lui, et exprime la forme selon un tâchisme vigoureux et bougeant ; il a notamment un buste aux plans âprement taillés » De 1908 à 1911, Rik Wouters réalise toute son œuvre gravé. Bien que n'ayant jamais appris la technique, il consacre beaucoup de ses soirées à réaliser des eaux-fortes dans son atelier ou dans la nature environnante.

### Évolution de sa palette
En peinture, il découvre en 1911 l’œuvre de Paul Cézanne au travers de reproductions en noir et blanc. Il change de technique abandonnant le couteau pour la brosse. Au printemps 1911, Rik Wouters expose un portrait de Nel au salon de la Libre Esthétique à Bruxelles. Son œuvre est favorablement accueillie par la critique : « Le sentiment de la figure féminine s'étend, se communique aux choses d'alentour [...] [Son] portrait [est] si naturel, si familier, et où l'ambiance du logis est si bien rendue autour du sculpteur debout et des objets voisins qui chantent de tout l'accord de leurs couleurs somptueuses amorties. ». En juillet 1911, Rik Wouters participe, avec de nombreux artistes belges, tels Alfred Courtens, Eugène Jean de Bremaecker, Léandre Grandmoulin et George Minne, à l'Exposition des beaux-arts de Rome. Rik Wouters se distingue particulièrement par son œuvre « obéissant à un souci de psychologie individuelle en y appliquant un métier plus net, plus vibrant et plus coloré. »
C'est seulement l’année suivante, en avril 1912, qu’il peut se rendre durant trois semaines à Paris et y découvrir enfin l’œuvre des impressionnistes. Il admire beaucoup les toiles de Cézanne, de Renoir et de van Gogh ; ce séjour parisien décide de son évolution ultérieure : ses couleurs se font dès lors plus chatoyantes. Son style sera qualifié de « fauvisme brabançon », lorsque cette appellation est créée par le critique d'art Paul Fierens en novembre 1941.
Le 15 avril 1912, Rik Wouters signe un contrat d'exclusivité pour une durée de dix ans avec la galerie Georges Giroux qui lui verse une rente mensuelle en échange de la moitié du produit de la vente de ses œuvres, ce qui lui procure enfin une certaine sécurité matérielle. Rik Wouters entre alors dans une période de très grande production, peignant une soixantaine de toiles en 1912, année où il expose avec Ramah (Henri Ramaeker), Ferdinand Schirren et Pierre Bonnard, membre du groupe des nabis. L’exposition qui se tient à la galerie Giroux du 20 février au 4 mars 1914 qui lui est exclusivement dédiée, lui apporte la consécration. Le 24 avril, à l'exposition internationale des beaux-arts de Venise de 1914, Rik Wouters présente une sculpture aux côtés de James Ensor, Guillaume Charlier, George Minne, et d'autres artistes belges.

### Dernières années

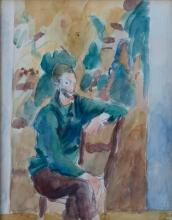
Aquarelle de Fernand Verhaegen par Rik Wouters (après 1910).

En 1914, lorsque la Première Guerre mondiale éclate, Rik peint avec Alexandre Struys, autre artiste malinois, les premières scènes de la guerre. Mais, mobilisé, il se retrouve interné avec son unité militaire, successivement dans les camps d'internement d'Amersfoort (à la mi-octobre 1914) et de Zeist (au début novembre) dans la province d'Utrecht aux Pays-Bas. Il souffre alors de céphalées, premiers symptômes du cancer des os de la mâchoire qui l’emportera. À la demande de l'assistant du commandant du camp de Zeist, Rik Wouters est autorisé à quitter le camp et à être employé au Rijksmuseum à partir du 31 mai 1915. Il s’installe donc à Amsterdam avec Nel, venue le rejoindre. Là, il continue à peindre des centaines d'aquarelles et des peintures, en dépit de la douleur et après une première opération chirurgicale réalisée le 4 octobre 1915 qui lui a ôté un œil. Il réalise encore, après une seconde opération, une exposition muséale en février 1916. Hospitalisé à la clinique du Prinsengracht à partir du 5 avril, il y subit une troisième intervention chirurgicale et ne quitte plus l'hôpital. Il meurt quelques mois plus tard, le 11 juillet 1916.
Le dimanche matin du 16 juillet, Rik Wouters est inhumé à Amsterdam lors de funérailles simples, en présence de près de 300 soldats internés à Amsterdam et dont la musique joue La Marche funèbre de Chopin. Son père est présent, de même que son ami hollandais Nicolaas (Nic) Beets. Des discours sont prononcés par plusieurs personnalités, dont le peintre impressionniste belge Rodolphe Wytsman qui déclare : « La perte pour l'art belge est sensible et irréparable ; car Rik Wouters était un de ses représentants les plus caractéristiques et les plus originaux. L'avenir s'ouvrait devant lui, plein d'espérance et de gloire. Ses œuvres avaient obtenu en Belgique et en Hollande des succès retentissants et elles avaient définitivement consacré un talent primesautier, plein d'audace et d'enthousiasme. »
En 1924, Nel, établie en Belgique depuis 1919, fait procéder au rapatriement de la dépouille de Rik Wouters au cimetière de Watermael-Boitsfort. En 1944, Nel fait publier à Bruxelles une biographie intitulée : La Vie de Rik Wouters à travers son œuvre, qui comprend de nombreux extraits de la correspondance de Rik avec sa femme et avec son ami Simon Lévy. Nel, remariée en 1921 à Jules Moreau, médecin, puis en 1935 avec Jules De Carnière, meurt en 1971 à l'âge de 85 ans.

## Œuvre

### Œuvres dans les collections publiques

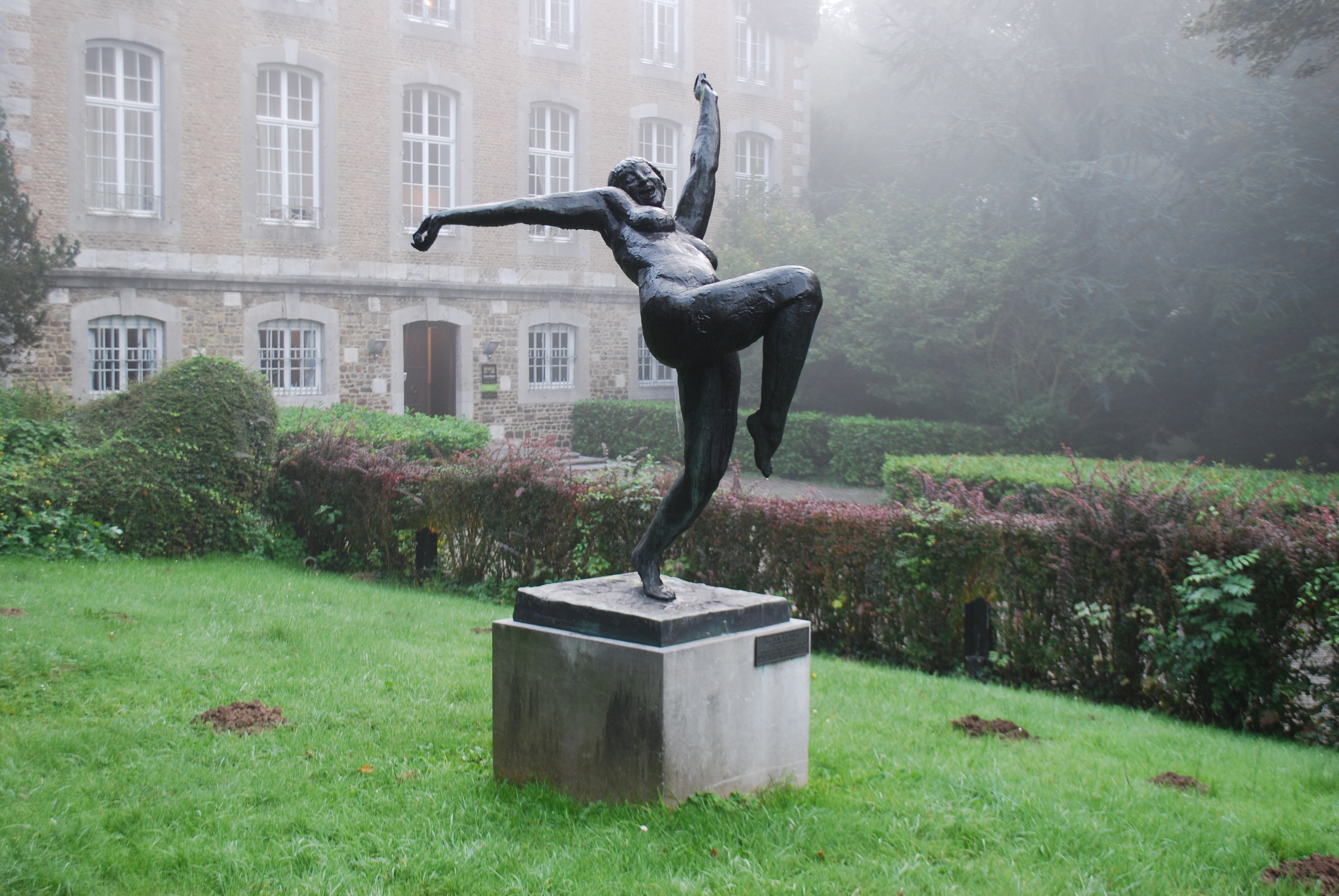
La Vierge folle (1912), Liège, Musée d'art contemporain en plein air du Sart Tilman.

On trouve des œuvres de Rik Wouters en Belgique, dans les musées d'Anvers, Bruges, Bruxelles, Gand, Ixelles, Liège et Ostende, et également à l'étranger : aux Pays-Bas (musée Boijmans Van Beuningen à Rotterdam, musée Kröller-Müller à Otterlo, au Stedelijk Museum Amsterdam) et en France (musée des Beaux-arts de Lyon et palais des beaux-arts de Lille), dont :
- La Vierge folle (1912), Musée d'art contemporain en plein air du Sart Tilman (château de Colonster, université de Liège[18]), musée d'Ixelles, musée de sculpture en plein air de Middelheim (Anvers), musée des beaux-arts de Lyon.
- Rêverie, Musée royal des beaux-arts, à Anvers.
- Le Flûtiste (1914), Musées royaux des beaux-arts de Belgique, Bruxelles[19].
- La Dame au collier jaune (1912), Musées royaux des beaux-arts de Belgique, Bruxelles[19].
- Automne (1913), huile sur toile, 135 × 140 cm, Musée des Beaux-Arts d'Anvers[20]
- Nature morte au lièvre écorché, Musées royaux des beaux-arts de Belgique, Bruxelles[19].
- Le Buste à mi-corps de James Ensor (1913), Musées royaux des beaux-arts de Belgique, Bruxelles[19]
- Femme assise près de la fenêtre ou Portrait de Nel Deurinckx, l’épouse de l’artiste, vers 1915, huile sur toile, 96 × 75 cm, Musée des Beaux-Arts de Gand[21]
- Madame Moreau-Wouters, palais des beaux-arts, Lille[N 5].
- La Vierge folle dite aussi La Folle danseuse, musée des beaux-arts, Lyon

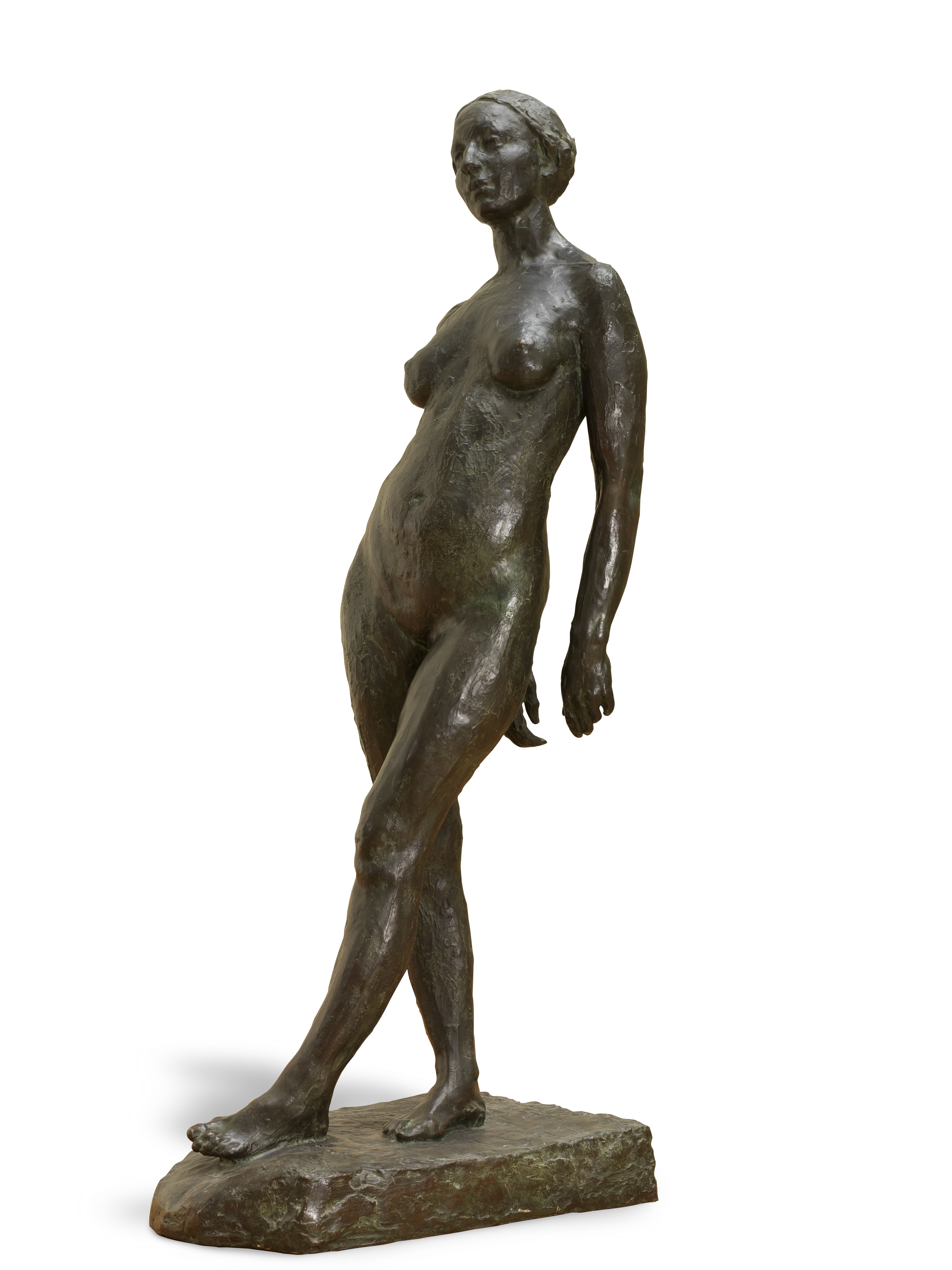
Rêverie (1907) , Musée Royal des beaux Arts d'Anvers
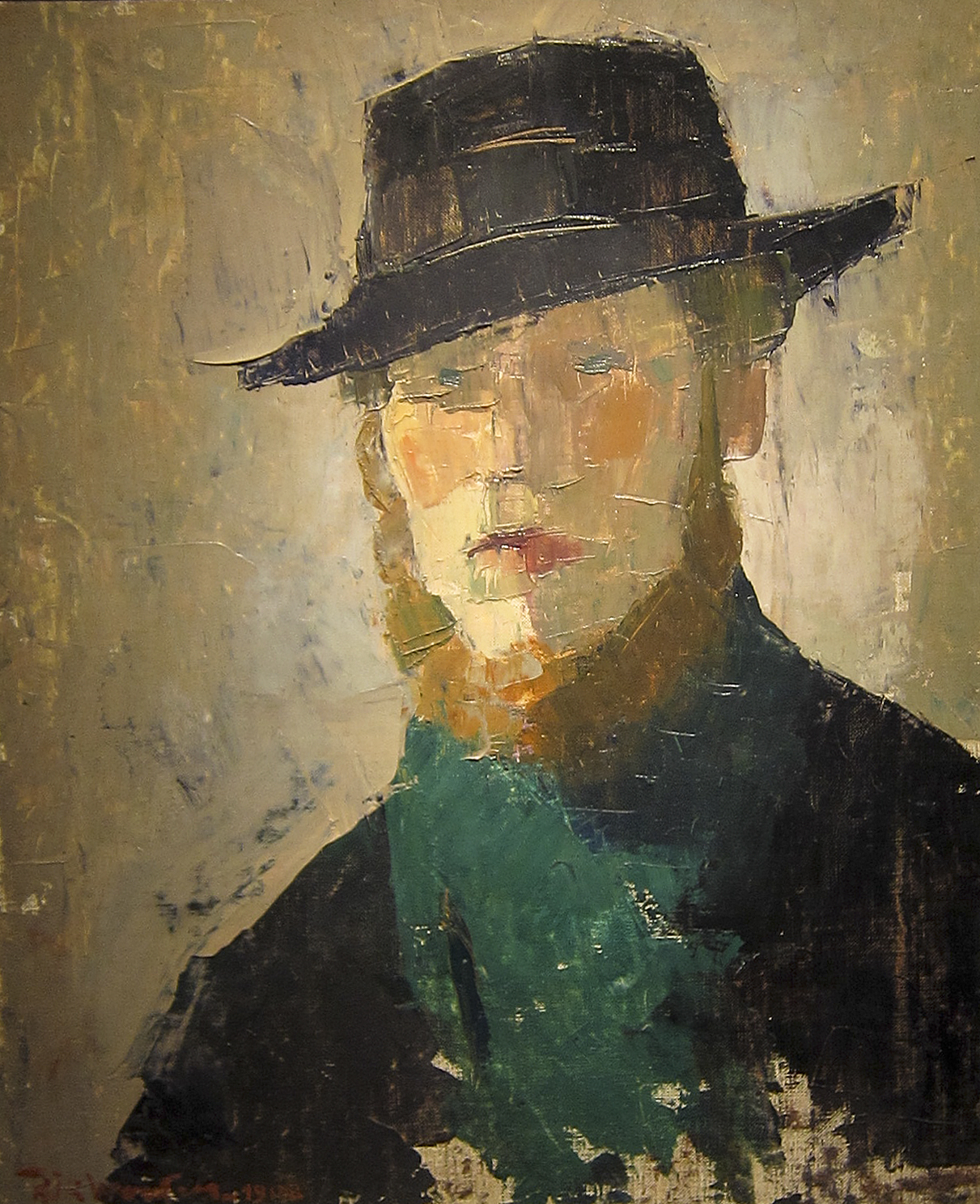
Autoportrait au chapeau noir (1908), Ancienne maison échevinale, Malines.
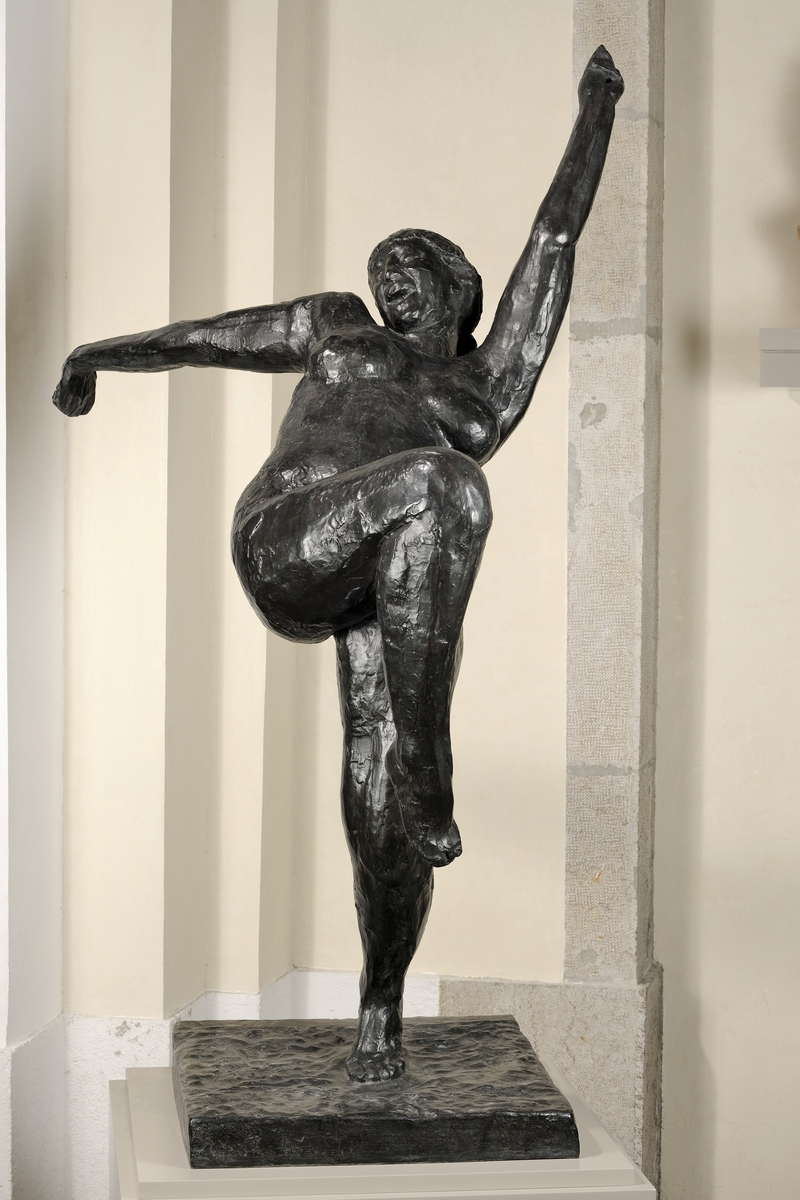
La Vierge folle dite aussi, La Folle danseuse (1909-1912), bronze[N 6], musée des beaux-arts de Lyon.
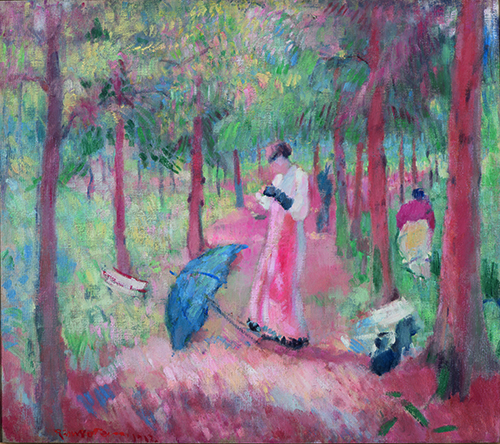
L'allée rose (1912), collection de The Phoebus Foundation.
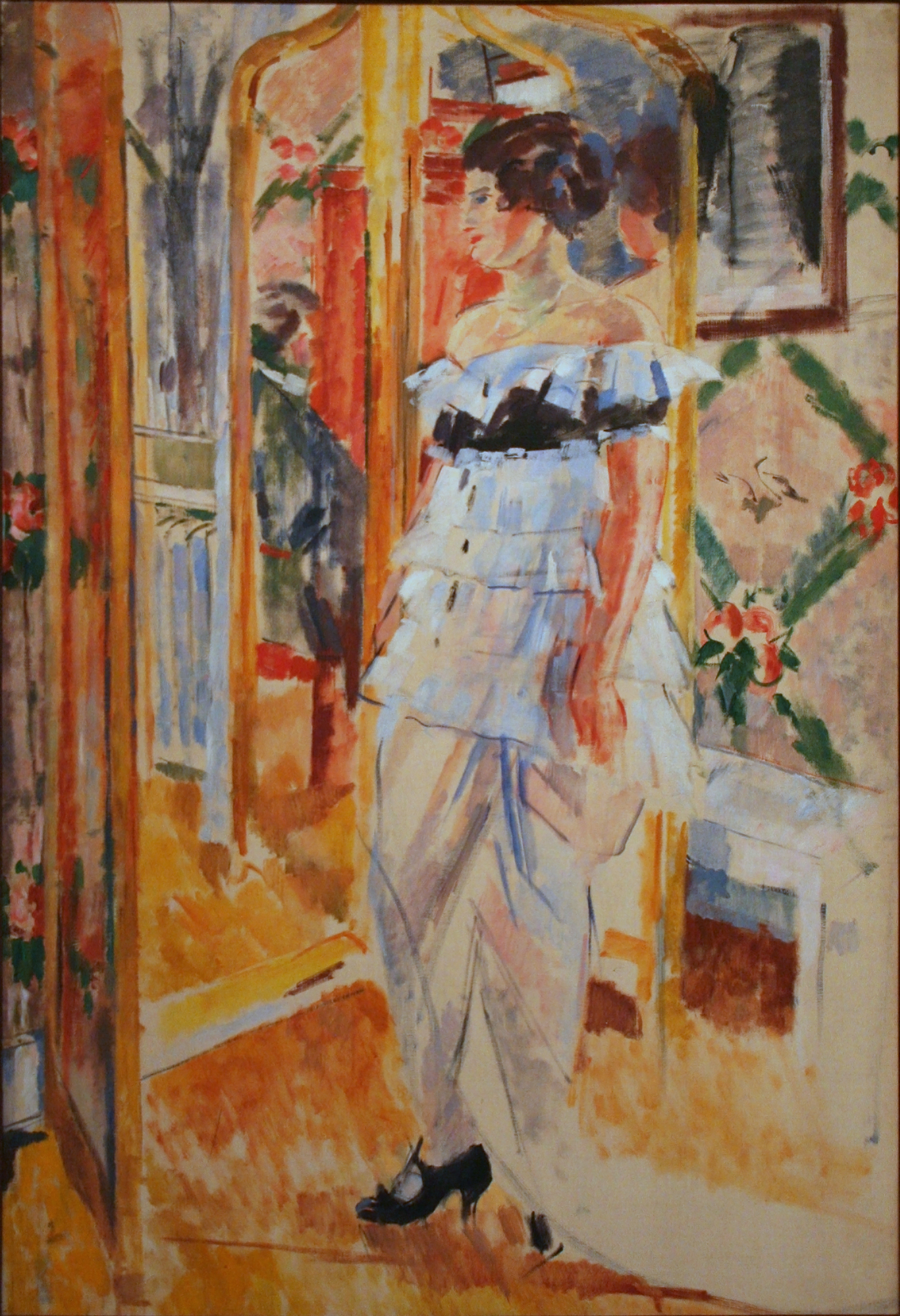
Portrait de Madame Giroux (c.1912-13), Musée Groeninge, Bruges.
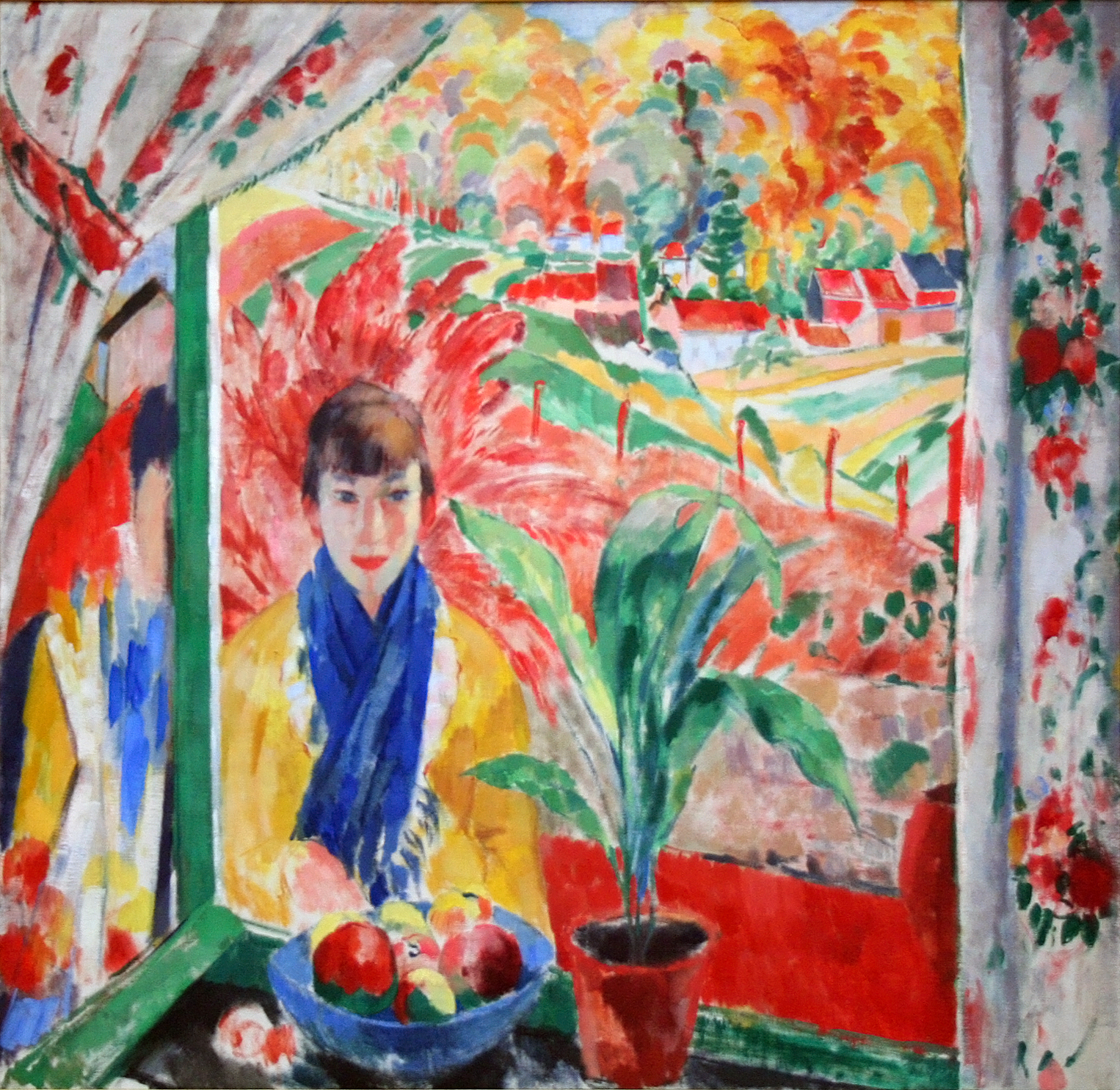
Automne (c. 1913), Musée royal des Beaux-Arts d'Anvers.
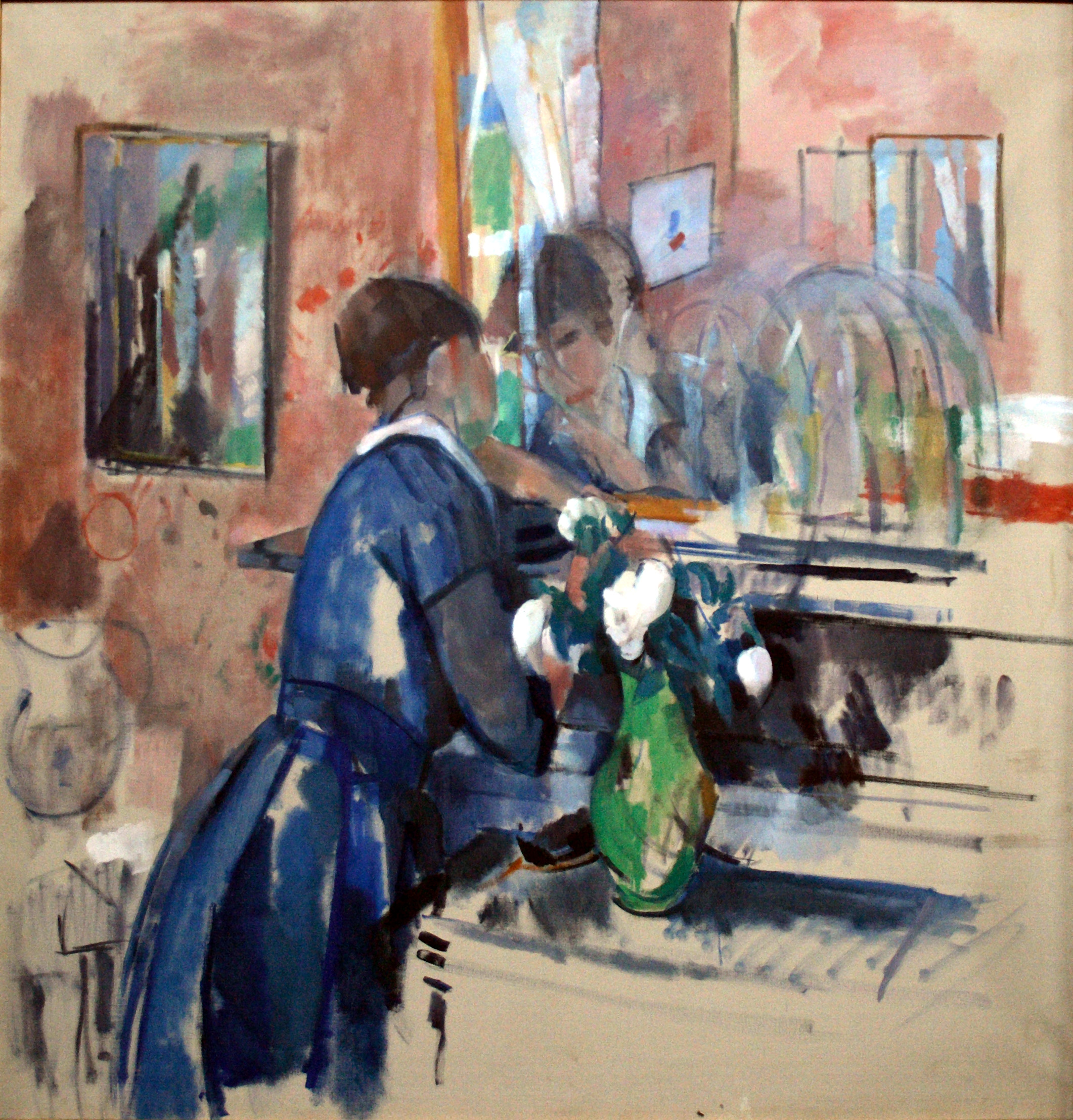
Dame en bleu devant un miroir (1914), Musées royaux des Beaux-Arts de Belgique.
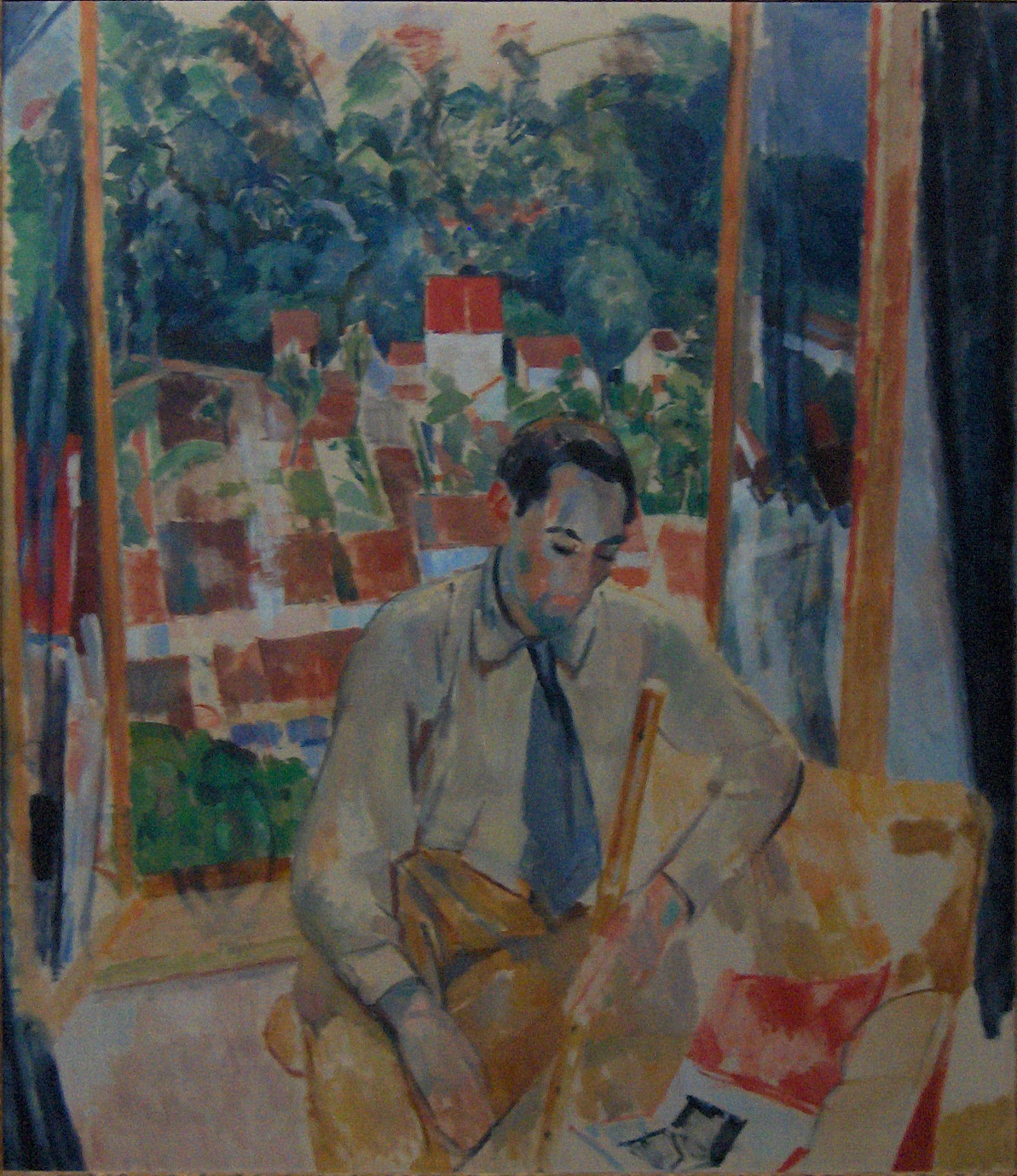
Le joueur de flûte (1914), Musées royaux des Beaux-Arts de Belgique.
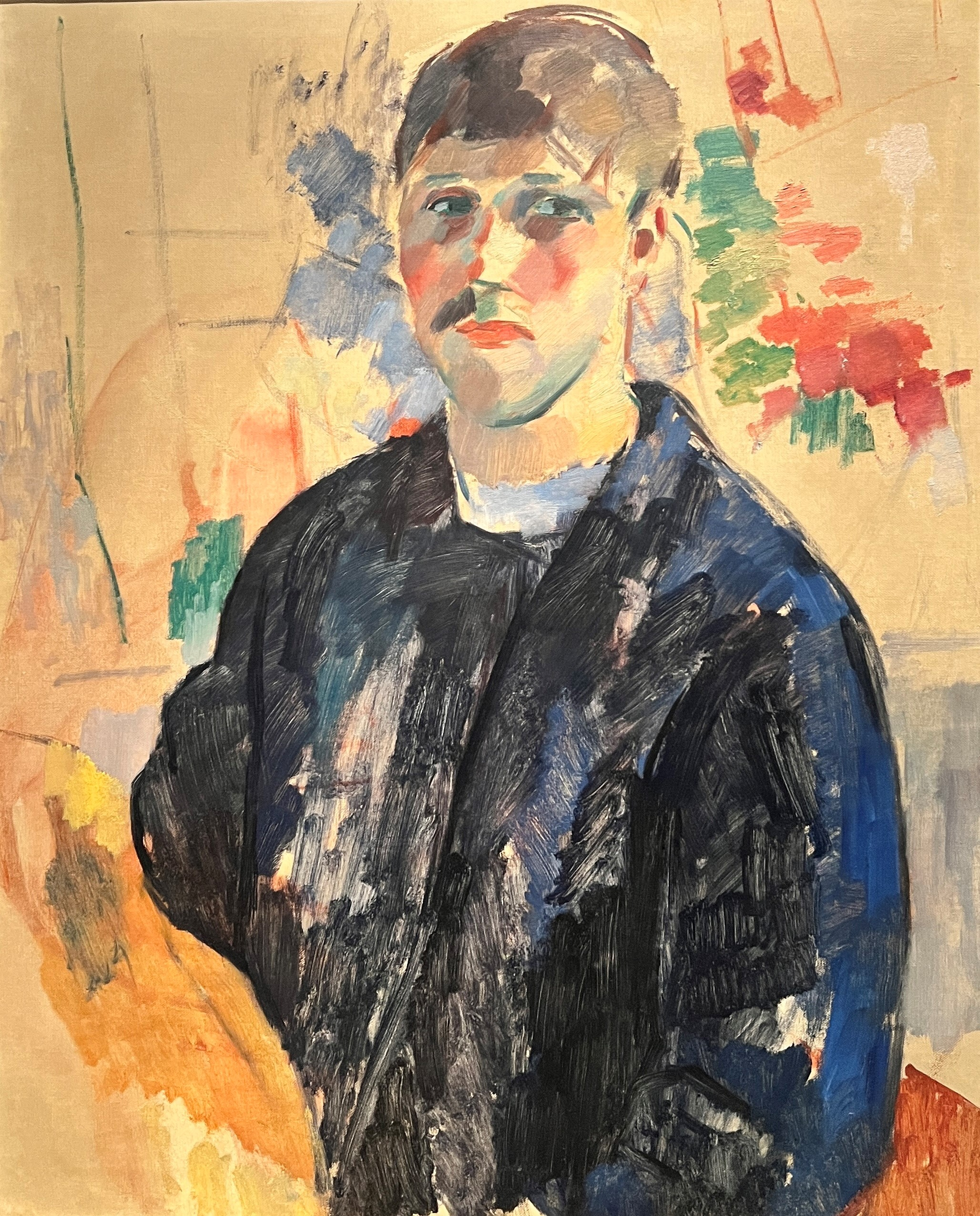
Rik avec la blouse bleue (1914), Ancienne maison échevinale, Malines.
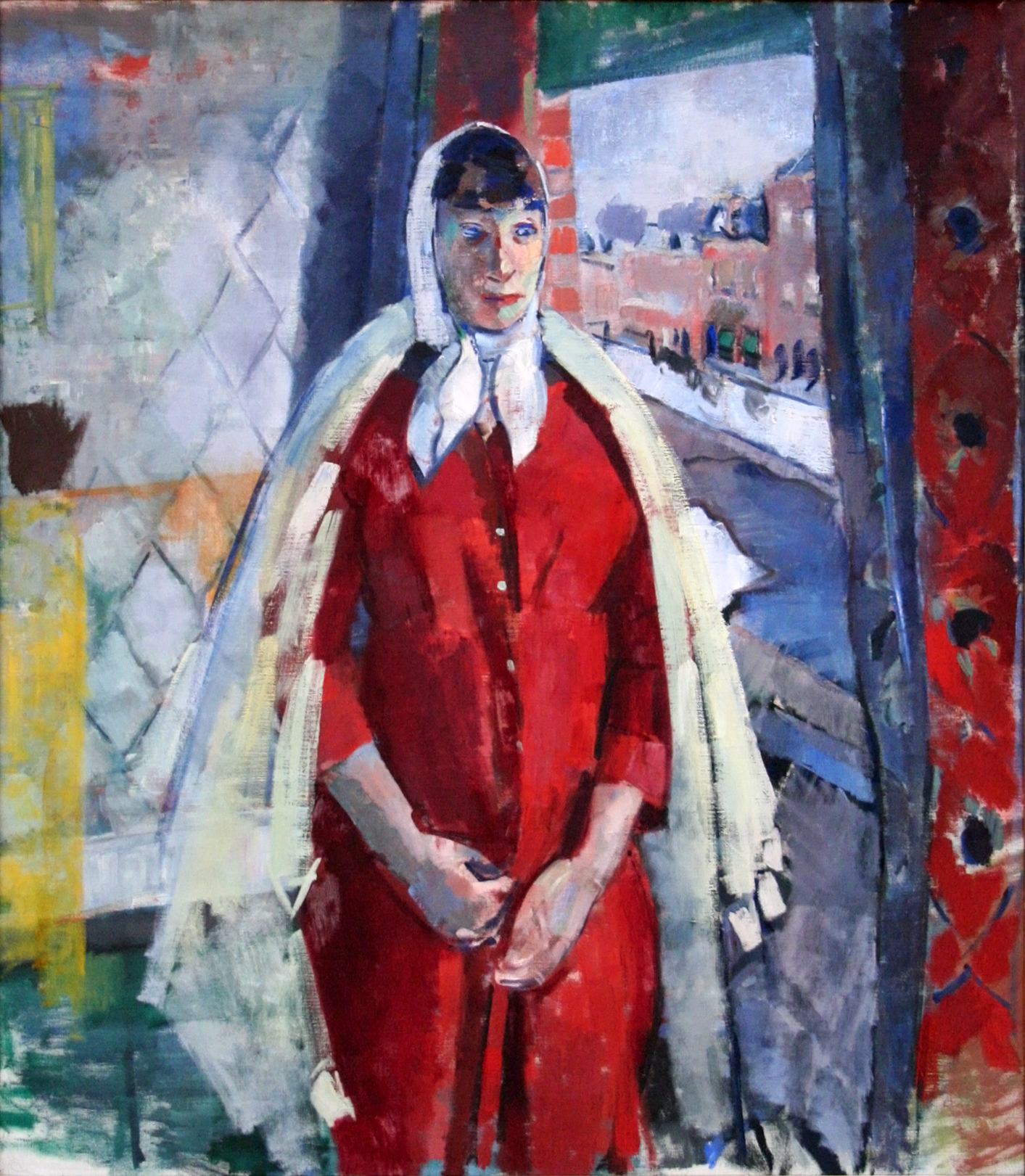
Femme à la fenêtre (c. 1915), Musée royal des Beaux-Arts d'Anvers.
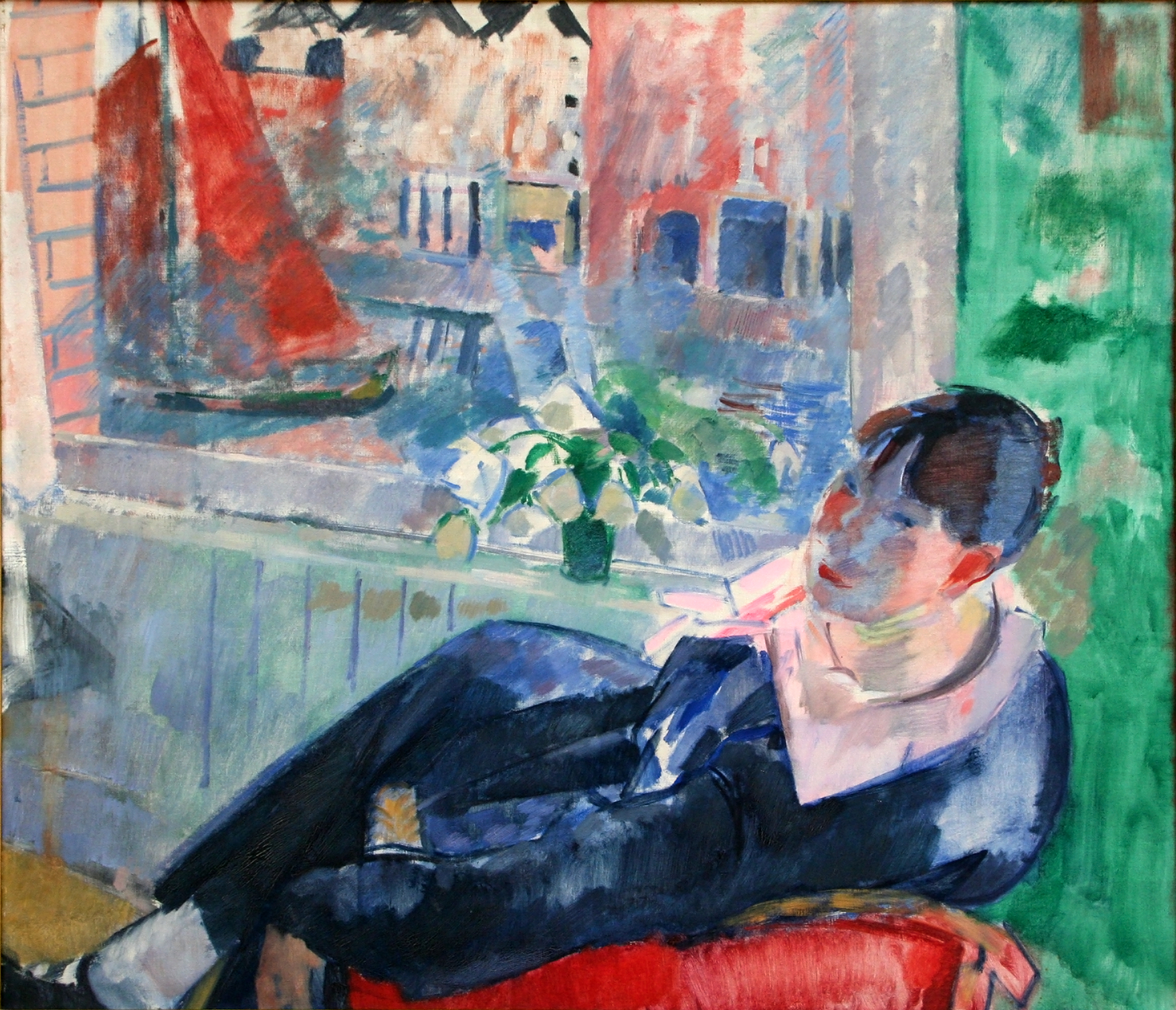
Après-midi à Amsterdam (1915), Musée de l'Art wallon, Liège.
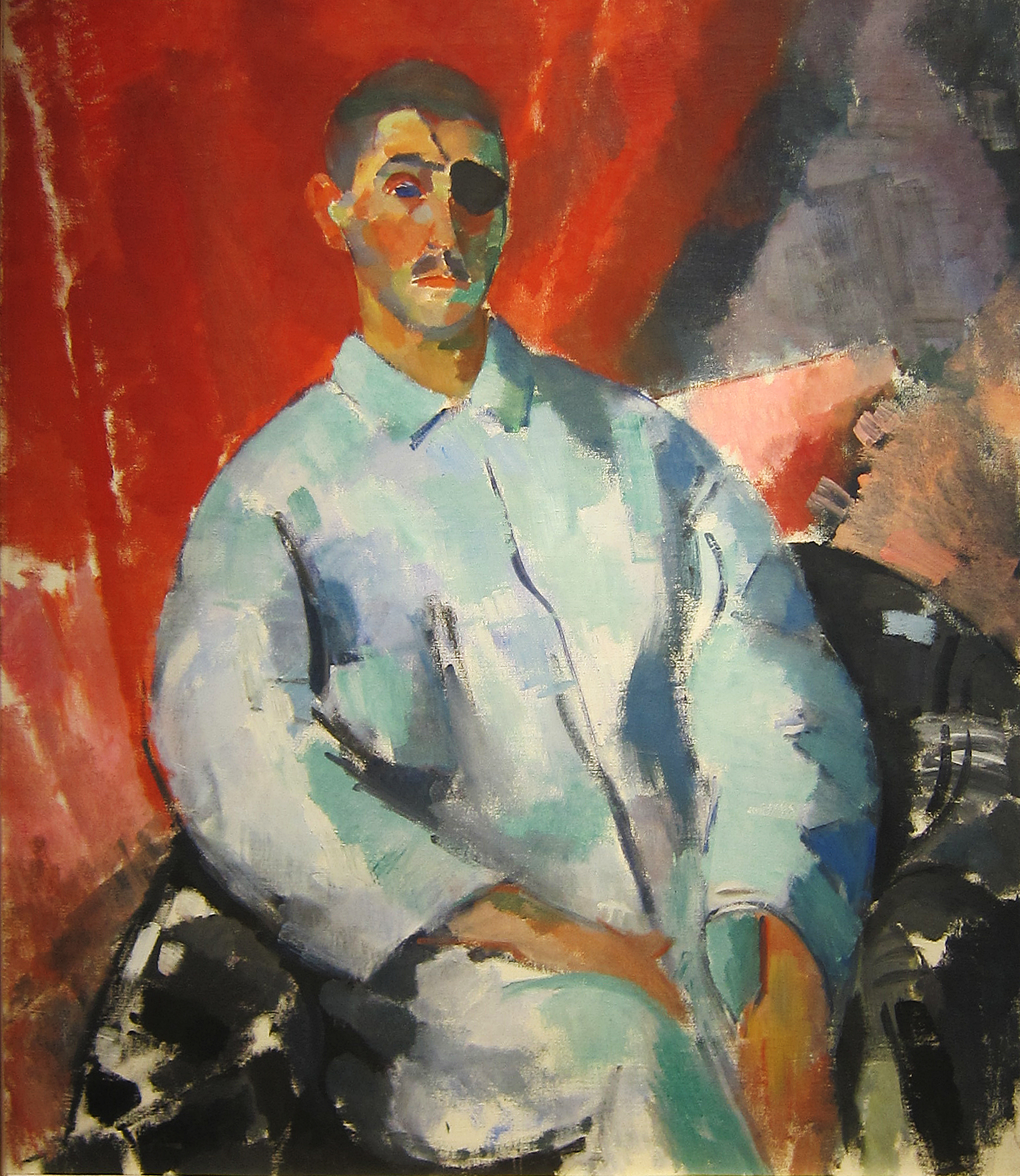
Autoportrait avec bandeau (1915), Ancienne maison échevinale, Malines.

## Postérité
Artiste prolifique, Rik Wouters réalise en un peu plus de dix ans 170 tableaux, 35 sculptures, 50 gravures, 40 pastels et 1 500 dessins. En 2021, le musée royal des beaux-arts d'Anvers possède 113 œuvres de Rik Wouters, dont 26 peintures et 19 sculptures. Près de 40 % de la collection provient de donations.
Les autoportraits de Rik Wouters sont très connus. Il existe également plusieurs portraits peints par ses amis artistes. Ainsi le musée des beaux-arts de Bruxelles possède une toile de Fernand Verhaegen, datée de 1910 et portant le titre Rik Wouters et son modèle. Il existe plusieurs autres tableaux peints par Fernand Verhaegen et représentant Wouters, son épouse et leur chienne Stella. Edgard Tytgat a, lui, croqué ses deux amis Wouters et Fernand, accompagnés de leurs épouses, dans un dessin à l'encre de Chine datant de 1907 et intitulé La Ligue des peintres wallons, Doe stil voort.
En mars 2018, un buste de Femme en contemplation, conçu en 1911, et tiré à 12 exemplaires, atteint le prix de vente de 187 500 d'euros. Quelques mois plus tard, une de ses œuvres intitulée Femme en forêt, chapeau bleu à la main, bras levé, peinte à l'été 1914, est adjugée à Londres chez Sotheby's pour la somme de 1,4 million d'euros. En 2011, l'une des robes rayées de Nel inspire le styliste de mode belge Dries Van Noten pour sa collection printemps-été.
En mars 2025, un portrait de l'épouse de l'artiste, intitulé Reflets, est adjugé pour la somme de 2 460 000 euros à la maison Christie's à Paris.

### Rétrospectives
En 1935, une rétrospective des œuvres de Rik Wouters est organisée au Palais des beaux-arts de Bruxelles. En 2002, une autre exposition d'envergure est organisée à Bruxelles, au Belgian Art Research Institute et accueille 120 000 visiteurs. Quinze ans plus tard, une nouvelle exposition lui est intégralement consacrée du 10 mars au 2 juillet 2017 aux musées royaux des Beaux-Arts de Belgique, en partenariat avec le Musée royal des Beaux-Arts d'Anvers. Plusieurs grands musées internationaux et collectionneurs privés prêtent leurs œuvres.